# Yamaha RD 500
La Yamaha RD 500 LC è una motocicletta prodotta dall'azienda giapponese Yamaha Motor dal 1984 al 1987

## Il contesto
Al salone di Tokio del 1983 la Yamaha presentò il modello "RZV 500R", nel quale l'architettura del motore a V e del telaio in alluminio ricordava il modello da Gran Premio "YZR500 - OW61", derivata dalla OW60 dello stesso anno, ovvero la prima a utilizzare il quattro cilindri a V in sostituzione di quello in quadrato utilizzato fino al 1981 sulla OW54, portato al debutto nel Motomondiale 1982 da Kenny Roberts.
Anche se molto diversi nella sostanza, l'apparente similitudine tecnica tra i modelli conferiva alla "RVZ" un'aura di moto direttamente derivata dalle competizioni, contribuendo ad incentivare la sua appetibilità sul mercato internazionale.
Prima ancora di porre il nuovo modello in vendita, venne realizzata la versione "RD 500 LC", destinata al mercato europeo che, al fine di ridurre i costi, era dotata di telaio in acciaio e forcella anteriore senza regolazione di precarico. La "RD 500 LC" fu consegnata ai concessionari in Europa nella seconda metà del 1984, mentre per la "RZV 500R", destinata al solo mercato giapponese, le vendite iniziarono nel 1985.

## Descrizione
La moto riprende il modello da motomondiale, con l'uso delle valvole allo scarico YPVS (Yamaha Power Valve System) che consentivano di ottimizzare la curva di erogazione del motore a tutti i regimi, garantendo prestazioni paragonabili a quelle dei modelli da 750 cm³ con motore a quattro tempi; caratteristiche le quattro espansioni, due di esse si portavano sotto la carenatura, ai lati della sella, mentre le altre due spuntavano dalla parte inferiore sino a raggiungere la coda.
Assieme alla Suzuki RG 500 Gamma ed alla Honda NS 400 R ha rappresentato il più alto livello della produzione sportiva a due tempi, tipologia di motori che, per strategie di mercato, hanno ceduto il passo a quelli a quattro tempi.